# إرنست غونتر
إرنست غونتر (بالسويدية: Ernst Günther)‏ هو مخرج وممثل سويدي، ولد في 3 يونيو 1933 في السويد، وتوفي بنفس المكان في 8 ديسمبر 1999.

## أعمال

### أفلام
- (1982) فاني وأليكسندر[4][5]

## وصلات خارجية
- إرنست غونتر على موقع IMDb (الإنجليزية)
- إرنست غونتر على موقع أول موفي (الإنجليزية)
- إرنست غونتر على موقع قاعدة بيانات الأفلام السويدية (السويدية)
- إرنست غونتر على موقع قاعدة بيانات الفيلم (الإنجليزية)
- إرنست غونتر على موقع كينوبويسك (الروسية)